# Vlag van Soest (Nederland)

Vlag van de gemeente Soest

Oude vlag van Soest (niet-officieel)

De vlag van Soest is de gemeentelijke vlag van de Nederlandse gemeente Soest. De vlag is op 26 januari 1962 aangenomen als de gemeentelijke vlag.

De beschrijving van de vlag is volgens Sierksma als volgt: 
Zeven banen van groen, geel, groen, wit, groen, geel en groen, waarvan de hoogten zich verhouden als 3:1:3:4:3:1:2 en waarvan de middelste gegolfd is.

De gemeente beschrijft de vlag zelf als volgt:
Rechthoekig, verdeeld in zeven horizontale banen in de kleuren van boven naar beneden: groen, geel, groen, wit, groen, geel, groen.

De hoogte van de groene banen is 3/18 van de totale hoogte; de hoogte van de gele banen is 1/18 van de totale hoogte en de hoogte van de middelste golvende witte baan is 4/18 van de totale hoogte van de vlag.
De vlag is afgeleid van het gemeentewapen. De golvende middenbaan verwijst naar de rivier de Eem.
Voor de huidige vlag gebruikte Soest een horizontaal groen-wit gedeelde vlag, die vlag is nooit officieel aangenomen.

## Verwante afbeelding

Het wapen van Soest